# فاتو بنسودا
فاتو بنسودا (انگلیسی: Fatou Bensouda؛ زادهٔ ۳۱ ژانویهٔ ۱۹۶۱) دادستان و دیپلمات اهل گامبیا است. وی بین ۲۰۱۲ تا ۲۰۲۱ دادستان دیوان کیفری بین‌المللی‌ بود. وی هم‌اکنون سفیر گامبیا در بریتانیا است. قبل از آن وی وزیر دادگستری گامبیا بین سال‌های ۱۹۹۸ تا ۲۰۰۰ بود.
وی همچنین برندهٔ جوایزی همچون ۱۰۰ زن شده است.